# Levelek, Szabolcs-Szatmár-Bereg
Levelek  este un sat în districtul Baktalórántháza, județul Szabolcs-Szatmár-Bereg, Ungaria, având o populație de 2.985 de locuitori (2011). 

## Demografie
Componența etnică a satului Levelek
     Maghiari (96,98%)
     Romi (2,53%)
     Necunoscut (0,24%)
     Alții (0,24%)
Componența confesională a satului Levelek
     Greco-catolici (29,78%)
     Romano-catolici (29,65%)
     Reformați (11,16%)
     Fără religie (2,28%)
     Necunoscută (26,73%)
     Luterani (0,4%)
     Alte religii (0,94%)
Conform recensământului din 2011, satul Levelek avea 2.985 de locuitori. Din punct de vedere etnic, majoritatea locuitorilor (96,98%) erau maghiari, cu o minoritate de romi (2,53%). Apartenența etnică nu este cunoscută în cazul a 0,24% din locuitori. Nu există o religie majoritară, locuitorii fiind greco-catolici (29,78%), romano-catolici (29,65%), reformați (11,16%) și persoane fără religie (2,28%). Pentru 26,73% din locuitori nu este cunoscută apartenența confesională.